# 上間江望
上間 江望（うえま えみ、1988年10月2日 - ）は、日本の女性声優、歌手。岐阜県出身。フリー。

## 経歴
小学生の頃にバラエティ番組『ASAYAN』を観ており、モーニング娘。に憧れ、オーディションも受けていたが、書類で落選。
19歳ぐらいの時に中川翔子を好きになり、それがきっかけで中川が務めていたテレビアニメ『天元突破グレンラガン』の主題歌を聴いていた時からアニメを見るようになった。その時に初めてアニメの面白さを知り、「声優になりたいな」と思い始める。
中川が必死で今を生きているところ、貪欲に一個一個ステップアップしている姿が好きで、ファンとして応援しながら「自分も生きた証を残したい」、「もっと私も貪欲にならないといけない」と思うようになったことがきっかけで声優を目指した。その後、日本ナレーション演技研究所名古屋校に2年間通い、3年目からは東京校に夜行バスで通っていたが、途中から上京して転居したという。
その頃、1年次の担当講師であった小松肇に「自分の殻の破り方」を教わったと語っている。2013年10月1日よりビットプロモーション（現：ビットグルーヴプロモーション）の所属。
Tifanのボーカルとしても活動していた（2016年4月1日解散）。
2016年11月23日には上間江望名義でのファーストミニアルバム『風と言の葉』が発売された。
2018年3月に、ビットプロモーションから独立したタレント部門・ブライトイデアの所属になったことを報告したブライトイデア所属。
2024年10月31日をもちまして、ブライトイデアを退所し、フリーとして活動して参ります。

## 人物
趣味は、歌うこと、ライブ鑑賞、カレーを食べることである。特技は、作詞、ギター、バルーンアートである。また、普通自動車免許、Microsoft Office Specialistの資格を持っている。

## 出演

### テレビアニメ
- 結城友奈は勇者である -結城友奈の章-[2]（2014年、少女[16]）
- アホガール（2017年、プリチュアB[17]、アナウンス[18]）
- エッグカー（2019年 - 2020年、チュラ[19]）
- 安達としまむら（2020年、店員[18]）
- アラフォー男の異世界通販（2025年、受付嬢[20]、魔導士C[19]）

### ゲーム
2012年
- ぎゃる☆がん（姫野亜里沙、里中るる）

2014年
- サウザンドメモリーズ（魔刃の討ち手ソフィア）
- バレットガールズ（神代海凪）
- 流線系エンカウンター 2nd Season（トキワ）

2015年
- オメガラビリンス（パイ）
- ぎゃる☆がん だぶるぴーす（神園しのぶ）
- 魔女こいにっき Dragon×Caravan（ブラゴン）

2016年
- アイドルデスゲームTV（茅ヶ崎千春）
- paiza オンラインハッカソンVol.8 恋するハッカソン〜君色に染まるアイドル〜（アイドル）
- バレットガールズ2（神代海凪）
- Paiza Online Hackathon 8(安藤千佳)
- ユバの徽（振瑠）

2017年
- オメガラビリンスZ（パイ）
- レジェンヌ（幻芭ゆら）
- キミの瞳にヒットミー（2017年 - 2019年、桐原歩鳥） - PC版 / 家庭用版

2018年
- 添いカノ〜ぎゅっと抱きしめて〜（2018年 - 2019年、熊倉朝音） - PC版 / 家庭用版
- ぎゃる☆がん2（神園しのぶ）
- バレットガールズ ファンタジア（神代海凪）
- ドールズフロントライン（UMP40）

2019年
- 47 HEROINES（吉字へきる）
- キグルミキノコ Q-bit（百石木夕顔）
- オメガラビリンス ライフ（パイ）

2020年
- 絵師神の絆（ソフィー）

2022年
- SAMURAI MAIDEN -サムライメイデン-（上杉謙信）

2023年
- グリム・ガーディアンズ デーモンパージ（神園しのぶ）
- Link!Like!ラブライブ!（2023年 - 2024年、れいかさん）
- CUSTOM MECH WARS -カスタムメックウォーズ-（監察官）
- グランブルーファンタジー（スー）

2024年
- カルドアンシェル（神園しのぶ）

### ドラマCD
- 温泉むすめ ドラマCD Vol.3『北海道 Collection 北海道湯けむり横断記』（2018年、阿寒湖ぴりか[47]）

### ナレーション
- モデルおしゃれオーディション ドリームガール（PVナレーション）
- Z/X -Zillions of enemy X- NC DramaCD①『超鋼神器ローレンシウム』
- Paizaラーニング（霧島京子）
- 『SAMURAI MAIDEN -サムライメイデン-』 - 2ndトレーラー（ナレーション、丸太[48]）

### ラジオ
※はインターネット配信。
- Emily Channel（2014年 - 2016年、ビットプロモーション公式チャンネル内※→Live.me※）[49][50]
- はりけ〜んず前田と上間江望の『がむちゃら！』（2015年 - 2016年、超!A&G+※）[51]
- 本気!アニラブ（2016年、超!A＆G+※）
- 上間江望と風の言の葉すぺしゃる！ 〜興味あるなら聞けばいいじゃない… あっウソウソ！お願いだから聴いてちょーだい！（仮）〜（2016年 - 、ビットプロモーション公式チャンネル内※）[52]
- ひとひとラジオ（2016年 - 、YouTube※）[53]

### イベント
- INTI CREATES FAN FESTA 2015 INTI CREATES FAN MEETING[54][55]

### その他コンテンツ
- 温泉むすめ（阿寒湖ぴりか[56]）
- 造型工房SIGMA「ゆるあみchanねる」（2019年 - 2020年、あみこみちゃん）
- 恋が暴走する惑星 ゆるカップル（2022年、ゆーちゃん[57]）

## ディスコグラフィ

### シングル
1. 二日月のシグナル（2017年9月20日）

### スプリット・シングル
1. ひぐらしのなく頃に粋 主題歌集（2015年3月4日）

### ミニ・アルバム
1. 風と言の葉（2016年11月23日）

### コンセプト・アルバム
1. LIBRA（2020年11月18日）

Tifan名義
- PiiiiiiiN「てれちゃうね。」（作詞）
- 『バレットガールズ』オープニングテーマ「Faith」（作詞、歌唱）
- 『レレレの錬金術師』オープニングテーマ「LONGING」（作詞、歌唱）
- 『レレレの錬金術師』エンディングテーマ「風力」（作詞、歌唱）
- 『うみにん』楽曲動画シリーズ第6弾「Pouring rain」（作詞、歌唱）

上間江望名義
- 『風と言の葉』（作詞、歌唱）

Emi Uema名義
- Kyoto Colorful Days (歌唱)

### キャラクターソング
| 発売日        | 商品名                                              | 歌                                     | 楽曲                         | 備考                                     |
| ------------- | --------------------------------------------------- | -------------------------------------- | ---------------------------- | ---------------------------------------- |
| 2015年8月6日  | ぎゃる☆がん だぶるぴーす ドキドキサウンド全部入り！ | 神園しのぶ（上間江望）                 | 「Twinkle, twinkle, W star」 | ゲーム『ぎゃる☆がん だぶるぴーす』関連曲 |
| 2019年8月1日  | オメガラビリンス ライフ 乳 (New) Character Songs    | パイ（上間江望）                       | 「フェアリーガール」         | ゲーム『オメガラビリンス ライフ』関連曲  |
| 2020年8月26日 | ECHOES                                              | UMP45（嶺内ともみ）、UMP40（上間江望） | 「Clandestine Memory」       | ゲーム『ドールズフロントライン』関連曲   |

### その他参加楽曲
| 発売日         | 楽曲            | 歌       | 備考                                                                                     |
| -------------- | --------------- | -------- | ---------------------------------------------------------------------------------------- |
| 2016年6月2日   | キセキ☆フラグ   | 上間江望 | ゲーム『paiza オンラインハッカソンVol.8 恋するハッカソン〜君色に染まるアイドル〜』劇中歌 |
| 2020年12月17日 | Beautiful World | 上間江望 | ゲーム『幻想牢獄のカレイドスコープ』劇中歌 作詞も担当                                    |